# دهستان پیپسیاره
دهستان پیپسیاره (به لاتین: Peipsiääre Parish) یک دهستان در استونی است که در شهرستان تارتو واقع شده‌است. این شهرستان ۵۴۵۸ نفر جمیت دارد.

## نگارخانه

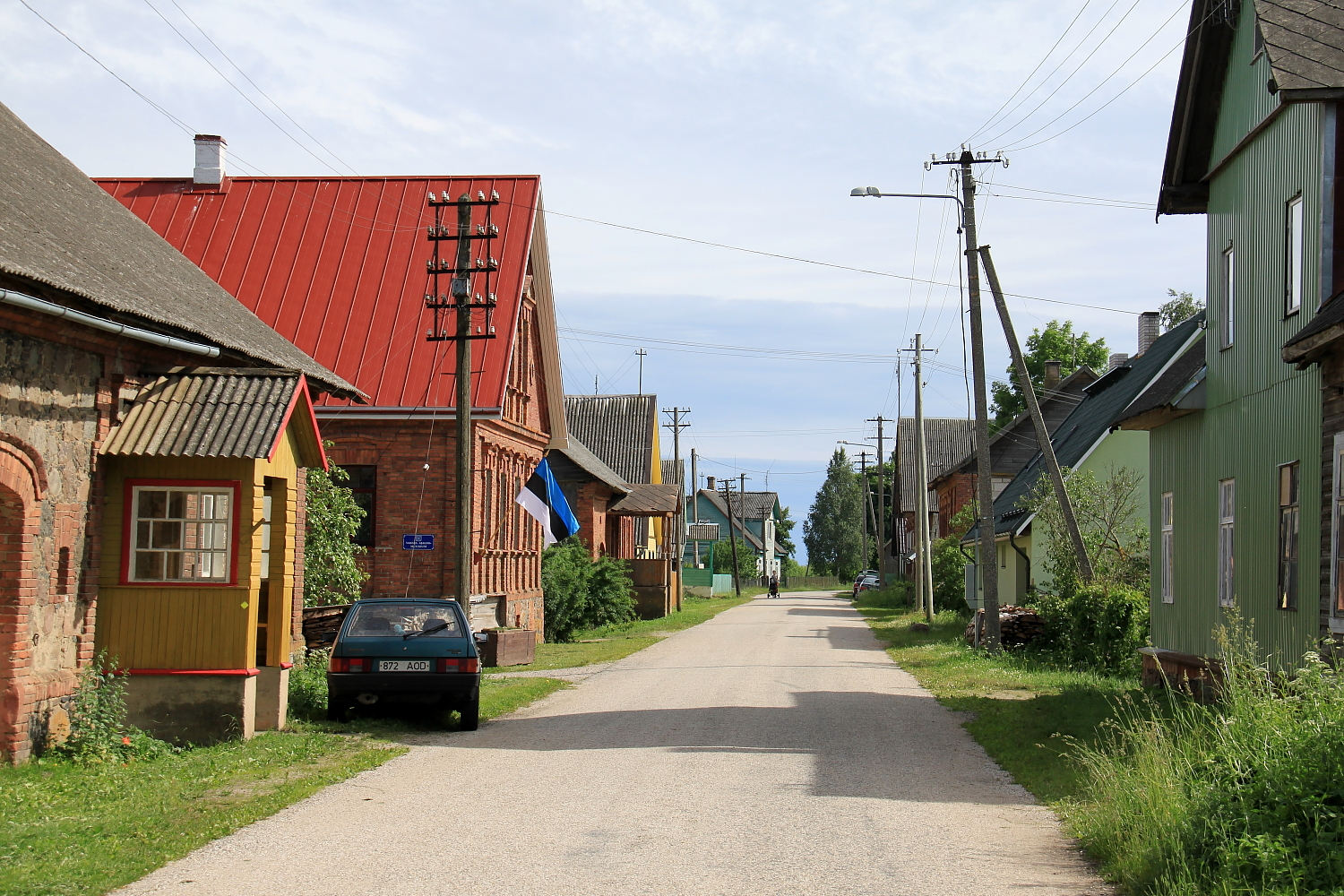
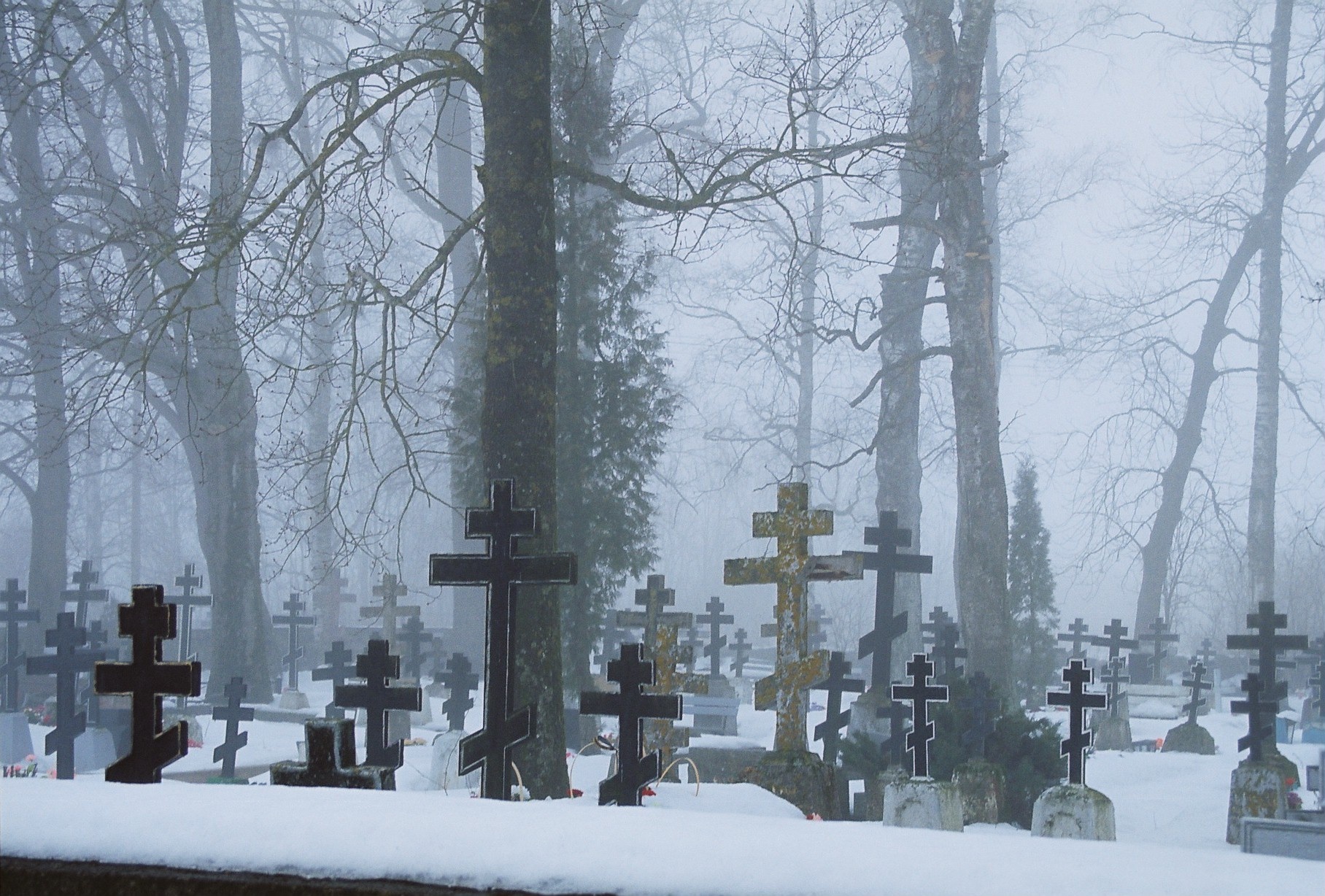